# 何棨
何棨（1521年—？），字信卿，號麓泉，順天府涿州人，民籍，明朝政治人物。

## 生平
嘉靖二十二年（1543年）癸卯科順天鄉試第一百十四名舉人，三十二年（1553年）中式癸丑科會試第二百九十名，三甲第一百七十一名進士。戶部觀政，授山西太原府推官，升戶部主事，出為山東按察司僉事，隆慶二年（1568年）八月升山西布政使司右參議，五年（1571年）七月升四川按察司副使，六年（1572年）五月以御史劉良弼論劾，被勒令冠帶閑住。

## 家族
曾祖何順；祖父何仲良；父何溥，母謝氏。兄何相、何楫，弟何楘（生員）。